# БАА в сезоні 1947–1948
Сезон БАА 1947–1948 був другим сезоном Баскетбольної асоціації Америки (БАА), яка 1949 року об'єдналася з Національною баскетбольною лігою, утворивши Національну баскетбольну асоціацію (НБА). Оскільки НБА включає до своєї статистики результати сезонів БАА, цей сезон також вважається статистично другим сезоном Національної баскетбольної асоціації.

## Регламент змагання
Участь у сезоні брали 8 команд, розподілених між двома дивізіонами.
По ходу регулярного сезону кожна з команд-учасниць провела по 48 ігор.
До стадії плей-оф, яка проходила за видозміненою олімпійською системою, виходили по три найкращі команди кожного з дивізіонів. Команди, які посіли другі і треті місця дивізіонів починали змагання плей-оф з першого раунду, в якому визначали в серіях ігор до двох перемог двох учасників півфіналів. Причому треті місця обох дивізіонів складалу одну пару плей-оф, а другі місця — іншу пару. На стадії півфіналів переможці першого етапу грали між собою, а другу півфінальну пару складали переможці регулярного чемпіонату в обох дивізіонах, які починали участь у плей-оф лише на цій стадії. Півфінали також складалися з серій ігор до двох перемог, їх переможці виходили до Фіналу, в якому визначали чемпіона сезону у серії ігор до чотирьох перемог.

## Регулярний сезон

### Підсумкові таблиці за дивізіонами
| # | Східний                  | Східний | Східний | Східний | Східний |
| # | Команда                  | В       | П       | %П      | Відст   |
| - | ------------------------ | ------- | ------- | ------- | ------- |
| 1 | x-«Філадельфія Ворріорс» | 27      | 21      | .563    | –       |
| 2 | x-«Нью-Йорк Нікс»        | 26      | 22      | .542    | 1       |
| 3 | x-«Бостон Селтікс»       | 20      | 28      | .417    | 7       |
| 4 | «Провіденс Стімроллерс»  | 6       | 42      | .125    | 21      |

| # | Західний              | Західний | Західний | Західний | Західний |
| # | Команда               | В        | П        | %П       | Відст    |
| - | --------------------- | -------- | -------- | -------- | -------- |
| 1 | x-«Сент-Луїс Бомберс» | 29       | 19       | .604     | –        |
| 2 | x-«Балтимор Буллетс»  | 28       | 20       | .583     | 1        |
| 3 | x-«Чикаго Стегс»      | 28       | 20       | .583     | 1        |
| 4 | «Вашингтон Кепітолс»  | 28       | 20       | .583     | 1        |

Легенда:
- x – Учасники плей-оф

## Плей-оф
Переможці пар плей-оф позначені жирним. Цифри перед назвою команди відповідають її позиції у підсумковій турнірній таблиці регулярного сезону дивізіону. Цифри після назви команди відповідають кількості її перемог у відповідному раунді плей-оф.
|  | Перший раунд | Перший раунд | Перший раунд |             |    | Півфінали | Півфінали | Півфінали |  |  | Фінал БАА | Фінал БАА | Фінал БАА |
|  |              |              |              |             |    |           |           |           |  |  |           |           |           |
|  | W2           | Балтимор     | 2            |             |    |           |           |           |  |  |           |           |           |
|  | E2           | Нью-Йорк     | 1            |             |    |           |           |           |  |  |           |           |           |
|  | E2           | Нью-Йорк     | 1            |             | W3 | Чикаго    | 0         |           |  |  |           |           |           |
|  |              |              |              |             | W3 | Чикаго    | 0         |           |  |  |           |           |           |
|  |              |              | W2           | Балтимор    | 2  |           |           |           |  |  |           |           |           |
|  | E3           | Бостон       | W2           | Балтимор    | 2  | 1         |           |           |  |  |           |           |           |
|  | E3           | Бостон       |              |             |    | 1         |           |           |  |  |           |           |           |
|  | W3           | Чикаго       | 2            |             |    |           |           |           |  |  |           |           |           |
|  |              |              |              |             |    |           |           |           |  |  | W2        | Балтимор  | 4         |
|  |              |              | E1           | Філадельфія | 2  |           |           |           |  |  |           |           |           |
|  |              |              |              |             |    |           |           |           |  |  |           |           |           |
|  |              |              |              |             |    |           |           |           |  |  |           |           |           |
|  |              | W1           | Сент-Луїс    | 3           |    |           |           |           |  |  |           |           |           |
|  |              |              |              | 3           |    |           |           |           |  |  |           |           |           |
|  |              |              | E1           | Філадельфія | 4  |           |           |           |  |  |           |           |           |
|  |              |              | E1           | Філадельфія | 4  |           |           |           |  |  |           |           |           |
|  |              |              |              |             |    |           |           |           |  |  |           |           |           |

## Лідери сезону за статистичними показниками
| Показник                  | Гравець        | Команда                | Результат |
| ------------------------- | -------------- | ---------------------- | --------- |
| Очки                      | Макс Заслофскі | «Чикаго Стегс»         | 1,007     |
| Передачі                  | Гоуї Даллмар   | «Філадельфія Ворріорс» | 120       |
| % влучань з гри           | Боб Фірік      | «Вашингтон Кепітолс»   | .340      |
| % влучань штрафних кидків | Боб Фірік      | «Вашингтон Кепітолс»   | .788      |

## Нагороди БАА

### Щорічні нагороди
- Перша збірна всіх зірок
  - C Ед Садовскі, «Бостон Селтікс»
  - F Джо Фулкс, «Філадельфія Ворріорс»
  - F Гоуї Даллмар, «Філадельфія Ворріорс»
  - F Боб Фірік, «Вашингтон Кепітолс»
  - G Макс Заслофскі, «Чикаго Стегс»
- Друга збірна всіх зірок
  - G Бадді Джіннетт, «Балтимор Буллетс»
  - C Стен М'ясек, «Чикаго Стегс»
  - G Карл Браун, «Нью-Йорк Нікс»
  - G Фред Сколарі, «Вашингтон Кепітолс»
  - G Джонні Логан, «Сент-Луїс Бомберс»
- Новачок року БАА
  - F/G Пол Гоффман, «Балтимор Буллетс»